# 144 Вібілія
144 Вібілія (144 Vibilia) — астероїд головного поясу, відкритий 3 червня 1875 року.